# Kałynowe (rejon bogoduchowski)
Kałynowe (ukr. Калинове, do 2016 Żowtnewe, ukr. Жовтневе) – osiedle na Ukrainie, w obwodzie charkowskim, w rejonie bogoduchowskim, w hromadzie Zołocziw. W 2001 liczyło 649 mieszkańców, wśród których 568 wskazało jako ojczysty język ukraiński, 65 rosyjski, 2 białoruski, a 14 inny.